# Holmewood
 (mars 2023).
Holmewood est un village du Derbyshire, en Angleterre.